# Battus polystictus
Battus polystictus är en fjärilsart som först beskrevs av Butler 1874.  Battus polystictus ingår i släktet Battus och familjen riddarfjärilar. Inga underarter finns listade i Catalogue of Life.

## Bildgalleri

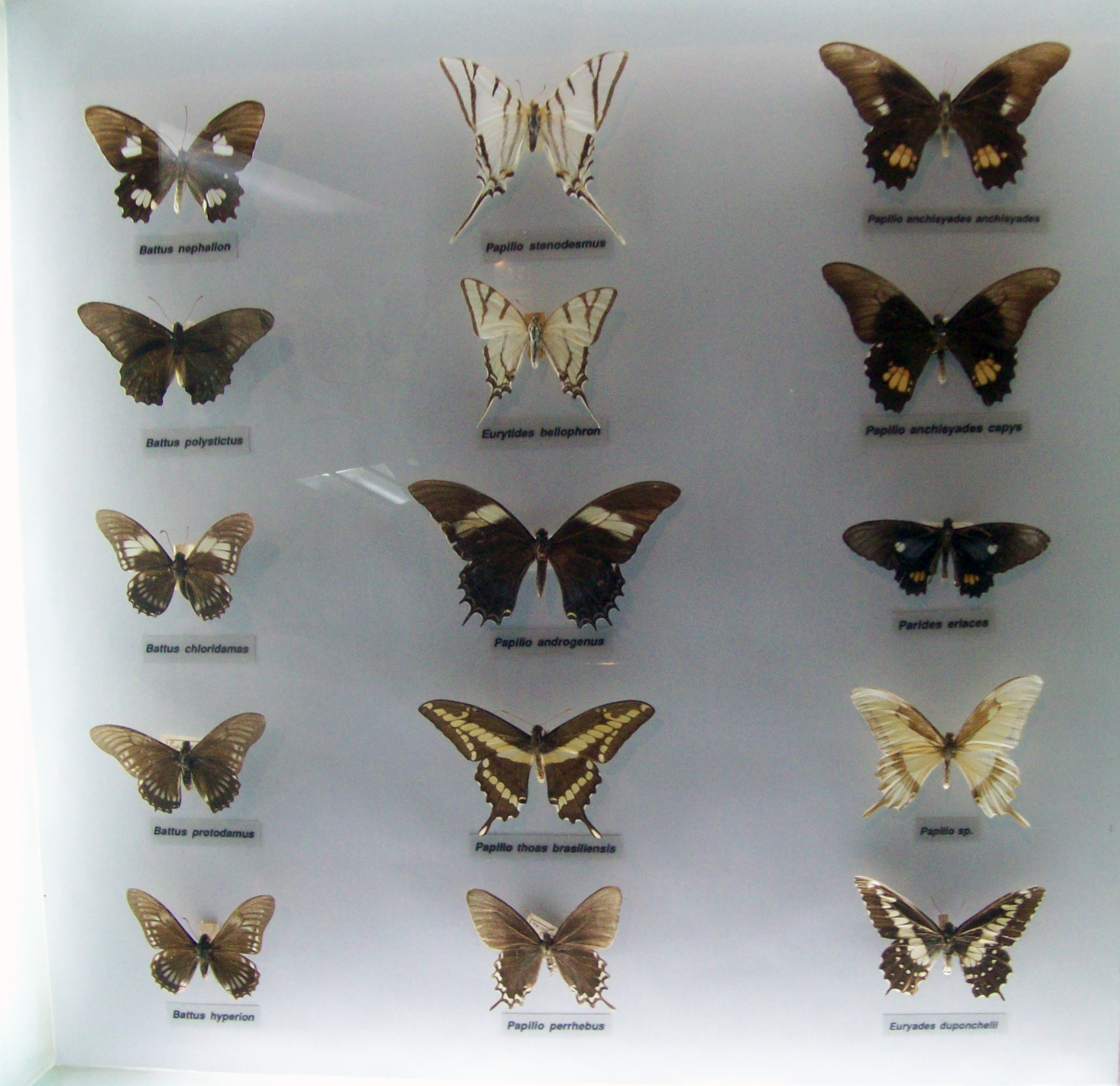